# 幻想ポロネーズ
幻想ポロネーズ（げんそうポロネーズ、Polonaise-Fantaisie）変イ長調 作品61は、フレデリック・ショパンのピアノ独奏曲。晩年の1846年に出版され、A.ヴェイレ夫人に献呈された。
この曲は所々にポロネーズのリズムが散見されるも、構成からは幻想曲に近い。実際、ショパンは当初この曲の題を「幻想」としており、ポロネーズとしてではなく幻想曲として作曲していた。複雑な和声と自由な形式をもつ独創的な作品で、ショパンの独立した作品としては大規模な部類に入る。

## 作品
「この痛ましい幻影は芸術の域を超えている」とフランツ・リストは評している。アルトゥール・ルービンシュタインやヴラジーミル・ホロヴィッツの演奏もあり20世紀半ばになって人気が出た。現在は同時期に書かれた舟歌（作品60）、チェロソナタ（作品65）とともに最晩年の傑作とされる。

## 楽曲構成
5つの主題（第1、第2の主題がポロネーズ風）による自由な形式を持ち、ショパンらしい悲愴なパッセージもしばしば現れるが、全体を支配するのは美しくも夢幻的な雰囲気であり、終盤では何かが沸き起こるかのようなAllegro maestosoから、最後はやや快活なスケルツォ風に終わるなど、多彩な内容を持つ。調性や、冒頭の4度降下のモチーフなど、幻想曲（作品49）との共通点も指摘される。
- Allegro maestoso  冒頭〜第21小節、4分の3拍子、変イ長調の序奏。調号は変イ長調で書かれているものの主調がすぐには現れず、冒頭の和音は変イ短調の和音で、2つ目の和音も変ハ長調の和音になっている[1]。緩いテンポ設定で、自由即興的な転調を繰り返し、遠隔調であるシャープ系の調にも転調する[1]。
- Allegro maestoso  変イ長調、第1主題。ここでポロネーズのリズムが登場し、調性も初めて変イ長調に落ち着く[1]。
- Allegro maestoso、変イ長調、第2主題 - ホ長調 - 変イ長調
- Allegro maestoso、変ロ長調、第3主題 - ロ短調。右手の華やかな走句が印象的。
- Poco più Lento、ロ長調、第4主題。穏やかなコラール風の部分。
- Poco più Lento、嬰ト短調／ロ長調、第5主題。左手シンコペーションが加わり、右手は半音階的な旋律を歌う。
- Poco più Lento（lento）、ロ長調、序奏の再現
- Poco più Lento、ヘ短調／変イ長調、第5主題 - Allegro maestoso
- Allegro maestoso、変イ長調、第1主題。三連符が右手中声部に現れる。
- Allegro maestoso、変イ長調、第4主題。最後に高い主和音が曲の終わりを告げる。